# Plesiadàpids
Els plesiadàpids (Plesiadapidae) són una família de mamífers plesiadapiformes, sovint classificats entre els primats, que es coneixen del Paleocè i l'Eocè de Nord-amèrica, Europa i Àsia. Els plesiadàpids eren abundants en els últims del Paleocè i els seus fòssils són d'ús freqüent per establir les edats de faunes fòssils.